# دربس
الدّرْبُس هو جنس من الخنافس التي تنتمي إلى فصيلة الدودة السلكية. معظم أنواعها من المناطق الاستوائية. تألف الحراج والأدغال. اليرقة دامنة تعيش في الجذوع النخرة.